# Stein (Zeitschrift)
Stein ist eine deutschsprachige Fachzeitschrift für Naturwerkstein, die im Verlag Georg GmbH & Co. KG (ehemals Callwey Verlag) in München monatlich erscheint.

## Gründung
Gegründet wurde die Zeitschrift 1884 in Grünberg in Schlesien unter dem Titel Steinmetz und Bildhauer. Sie ist damit so alt wie der Callwey Verlag, in dem die Zeitschrift seit 1951 erscheint. Sie nannte sich später in Stein um.

## Zielgruppe und Themen
Die Fachzeitschrift Stein richtet sich an das Steinmetzhandwerk und die Naturstein-Industrie, an Architekten und Innenarchitekten, Fliesenleger sowie an Garten- und Landschaftsbauer.
Stein berichtet über die Einsatzmöglichkeiten von Naturstein im Bauwesen im Innen- und Außenbau für Fassaden, Treppen- und Bodenbeläge, Bäder- und Küchengestaltung, Garten- und Parkanlagen, Skulpturen und Grabsteine. Darüber hinaus stellt die Zeitschrift Produktions-, Verlege- und Versetztechniken, wirtschaftliche Themen sowie Marketing- und Unternehmensstrategien vor.

## Sonstiges
Die Zeitschrift bringt halbjährlich in Österreich die Zeitschrift Stein Time und Der Steinmetz sowie einen 14-täglichen Internet-Newsletter Stone Report in Kooperation der NürnbergMesse in Englisch, Deutsch, Spanisch und Italienisch heraus und sie betreibt die chinesische Homepage Stonereport China. Des Weiteren verlegt der Callwey Verlag Fachbücher für die Natursteinbranche. Ferner veranstaltet die Zeitschrift Fachseminare und verleiht alle zwei Jahre in der Natursteinbranche den Marketingpreis, der auf der Natursteinmesse stone+tec in Nürnberg überreicht wird.